# Дюре, Теодор

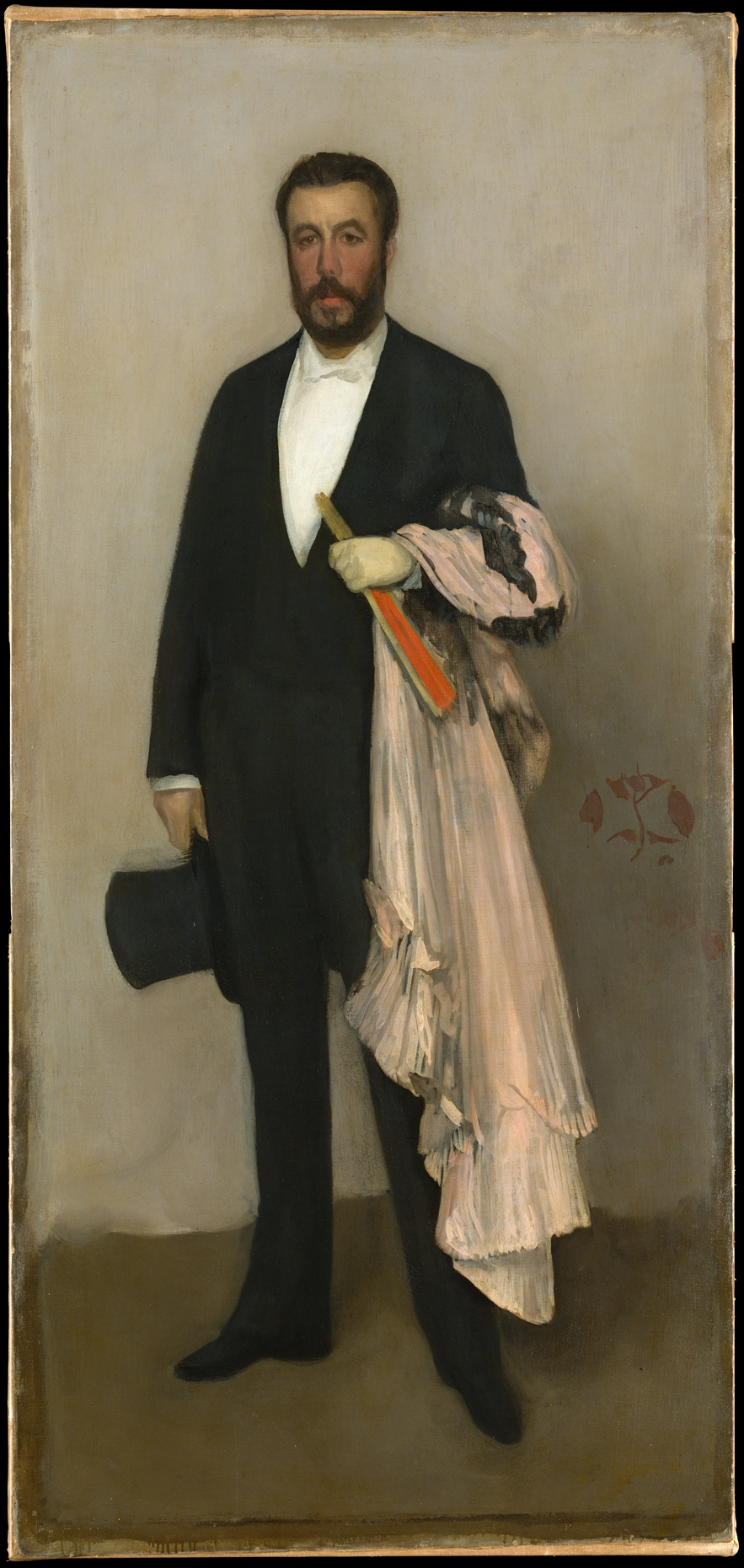
Портрет Теодора Дюре. Джеймс Макнил Уистлер (1883)

Теодор Дюре (20 января 1838 года, Сент — 16 января 1927 года, Париж) — французский журналист, писатель и искусствовед. Был одним из первых сторонников Курбе, Мане и импрессионистов. Одна из его самых известных работ — «Критика авангарда» (Париж, 1885), написанная в поддержку движения импрессионистов. Он также служил консультантом по сбору и покупке для американского коллекционера произведений искусства Луизин Хавемейер.

## Биография
Теодор Дюре был наследником фирмы коньячных дилеров, коллекционером, востоковедом и искусствоведом. В 1878 году опубликовал первую книгу, посвящённую импрессионизму — «Художники-импрессионисты».
Дюре был представлен Уистлеру его другом Эдуаром Мане и позировал для портрета Уистлера в 1883 году в его лондонской студии на 13 Tite Street. По просьбе Дюре Уистлер написал его в полном вечернем платье, однако художник предложил ему держать в руках розовое домино как дополнение, необходимое для декоративного оформления композиции. Уистлер работал над портретом в течение длительного периода времени, хотя готовая работа в конечном итоге выглядит как быстрый набросок. Получив хвалебные отзывы во время парижского Салона 1885 года, он был оценён многими как лучший портрет Дюре, написанный любым из великих художников-реалистов того времени.

## Произведения
- Дюре, Теодор. Les peintres français en 1867 (фр.). — Dentu, 1867.
- Дюре, Теодор. Voyage en Asie : le Japon, la Chine, la Mongolie, Java, Ceylan, l'Inde (фр.). — Michel Lévy frères, 1874.
- Дюре, Теодор. Histoire des peintres impressionnistes: Pissarro, Claude Monet, Sisley, Renoir, Berthe Morisot, Cézanne, Guillaumin (фр.). — H. Floury, 1906.
- Дюре, Теодор. Histoire de d'Édouard Manet et de son œuvre (фр.). — Charpentier et Fasquelle.